# Maxime de Sars
Pour les articles homonymes, voir Sars.
Maxime de Sars, né le 18 avril 1886 à Urcel et mort le 16 septembre 1960 dans la même ville est un historien français.

## Biographie
Fils d’Edmond de Sars, officier de cavalerie et d’Amélie de Brauer (fille du général de division Joseph de Brauer), Maxime de Sars naquit au château d’Urcel (Aisne) le 10 avril 1886. Marié le 25 août 1913 avec Yolaine Trochon de Lorière.
Il fut licencié en droit et diplômé de l’École libre des sciences politiques (section financière). Comme auditeur libre, il suivit les cours de l’École des chartes.
Parallèlement à ses travaux d'historien, il fut successivement :
- adjoint au secrétaire général de l’Union continentale commerciale des glaceries à Bruxelles (Belgique) ;
- directeur du Bureau des dommages de guerre agricoles de Soissons (Aisne) ;
- directeur adjoint et directeur de l’Union soissonnaise des coopératives de reconstitution ;
- secrétaire général de la Fédération départementale des Unions de coopératives ;
- directeur de la Caisse d’allocations familiales de l’Union des syndicats agricoles de l'Aisne ;
- secrétaire général de la Maison de la famille à Laon;
- chef de la section financière au ministère de la reconstruction (délégation de la Marne, puis délégation de l’Aisne).

Il fut maire d’Urcel de 1941 à 1945.
Il participa à la fondation de l’Association d’entraide de la noblesse française (ANF), de la Société historique et académique de Haute-Picardie - dont il fut le président - et de la Fédération des sociétés d'Histoire et d'Archéologie l’Aisne.
Lauréat de l’Académie des sciences morales et politiques (prix Paul-Michel Perret en 1925), de l’Académie française (prix Thérouanne en 1937) et de l’Académie des inscriptions et belles-lettres (prix La Fons Mélicocq en 1944).
Il mourut à Urcel le 16 septembre 1960 et fut inhumé dans le caveau familial du cimetière d'Urcel.

## Publications
Outre cent quatre-vingt-deux articles publiés entre 1908 et 1960, il écrivit de nombreux ouvrages d’histoire, principalement des monographies des villes et villages de Picardie : 
- Le Laonnois féodal , le plus ample ouvrage de Maxime de Sars, 5 vol. in 4° (1924, 1926, 1929, 1931 et 1934) publiés à Paris par la Librairie ancienne Honoré Champion[1]. Cet ouvrage a été récompensé en 1925 par l'Institut, du prix Paul-Michel Perret. Il a été reprinté en 1997 :

Tome I : Domaine de Laon ; XIV+610 pp..
Tome II : Duché-pairie de Laon ; 709 p..
Tome III : Châtellenies de la duché-pairie de Laon ; 773 p. .
Tome IV : Comté d'Anizy. Marquisat de Roucy. Comté de Roucy ; 861 p. .
Tome V : Seigneuries allodiales et bénéficiales. Table ; 950 p..
- Histoire des rues et des maisons de Laon (1932)
- Inventaire sommaire des archives communales de la ville de Guise (1933)
- Histoire de Braine (avec Lucien Broche, 1933)
- La commune de Colligis-Crandelain (avec Lucien Broche, 1934)
- Aubigny-en-Laonnois pendant dix siècles (1934)
- La vicomté et le village d’Ostel (1935)
- Une famille française dans la Sarre – Les généraux de Brauer (1934)
- Sur les Chemins de la Victoire Villers-Cotterêts Soissons Laon (1934)
- Les vendangeoirs du Laonnois (1934 et 1935)
- Couvrelles, La Siège et Épritel (1935)
- Histoire de Paars (1935)
- Bieuxy et Valpriez 1935)
- Le Val de Morsain (1935)
- Le Verguier et les mulquiniers (1935)
- Urcel et son église (1935)
- Montgobert et son château (1935)
- Mons-en-Laonnois et les creuttes (avec Lucien Broche, 1935)
- Quessy passé et présent (1935)
- Les mille ans de Billy-sur-Aisne (1935)
- Lizy et sa mairie (1935)
- Répertoire des archives hospitalières de la ville de Laon (1936)
- Mareuil-en-Dôle et sa forêt (1936)
- Chérêt et la commune de Bruyères (1936)
- La commune de Chaudardes (1936)
- Histoire de Beaurieux (1936)
- Petite histoire de Saint-Quentin (préface de Gabriel Hanotaux, de l'Académie française, 1936), prix Thérouanne en 1937
- Histoire de Challerange (1936)
- L’œuvre des coopératives de reconstruction du département de l’Aisne (1937)
- La ville et le comté de Grandpré (1937)
- Aizy et Jouy (1937)
- Histoire de Juniville (1937)
- Histoire de Machault (ouvrage ronéographié, 1937)
- Chestres et son enceinte (ouvrage ronéographié, 1937)
- Sainte-Vaubourg depuis dix siècles (ouvrage ronéographié, 1938)
- Histoire d’Ytres (1938)
- Un village de France Saint-Pierre-Aigle 1148 à 1938 (1938)
- Histoire de Sissonne (1938)
- Laon et ses environs (1938)
- Les hôpitaux de Roye depuis le XIIIe siècle (1939)
- Le cardinal de Fleury apôtre de la paix (1942)
- Noyon à travers l’histoire (1942)
- Le Noir lieutenant de police 1732-1807 (1948)
- La Maison de Sars (1956)
- Laon : huit cents ans de municipalité[2]
- Monographie de Coulonges
- Histoire de Rollot et ses hameaux
- Histoire de Salency
- Histoire de Choiseul (hors commerce, couronné par l’Académie Stanislas de Nancy)
- Inventaire numérique des archives des hospices de Laon (manuscrit)
- Les abbayes du département de l’Aisne (manuscrit).